# Malcolm Arnold
Pour les articles homonymes, voir Arnold.
Œuvres principales
film Le Pont de la Rivière Kwaï
Malcolm Arnold, né le 21 octobre 1921 à Northampton et mort le 23 septembre 2006 à Norwich, est un compositeur et chef d’orchestre britannique, compositeur notamment de la célèbre musique du film Le Pont de la Rivière Kwaï en 1957.

## Biographie
Il étudie au Royal College of Music avant de rejoindre l’Orchestre philharmonique de Londres en tant que trompettiste (il sera premier trompette de 1946 à 1948). À la fin des années 1940, il se consacre principalement à la composition. Il est promu commandeur dans l’Ordre de l’Empire britannique en 1970, puis anobli en 1993.
Arnold a écrit plusieurs musiques de film : il a remporté un Oscar du cinéma pour Le Pont de la Rivière Kwaï en 1957 et a aussi composé la musique pour des films tels que Les Belles de Saint-Trinian (The Belles of St. Trinian’s, 1954), L’Auberge du sixième bonheur (The Inn of the Sixth Happiness, 1958) et Le vent garde son secret (Whistle Down the Wind, 1961) entre autres. Il dirige l’Orchestre philharmonique de Londres lors de l’enregistrement du Concerto for Group and Orchestra du groupe Deep Purple en 1969, et l’Orchestre symphonique de Londres pour la Gemini Suite de Jon Lord.
Ses travaux sont particulièrement populaires parmi les orchestres jeunes et amateurs, pour le jeu facile, et aussi par l’accessibilité de son style, qui combine des éléments de jazz, de folk et de musique populaire.

### Œuvres de musique de chambre

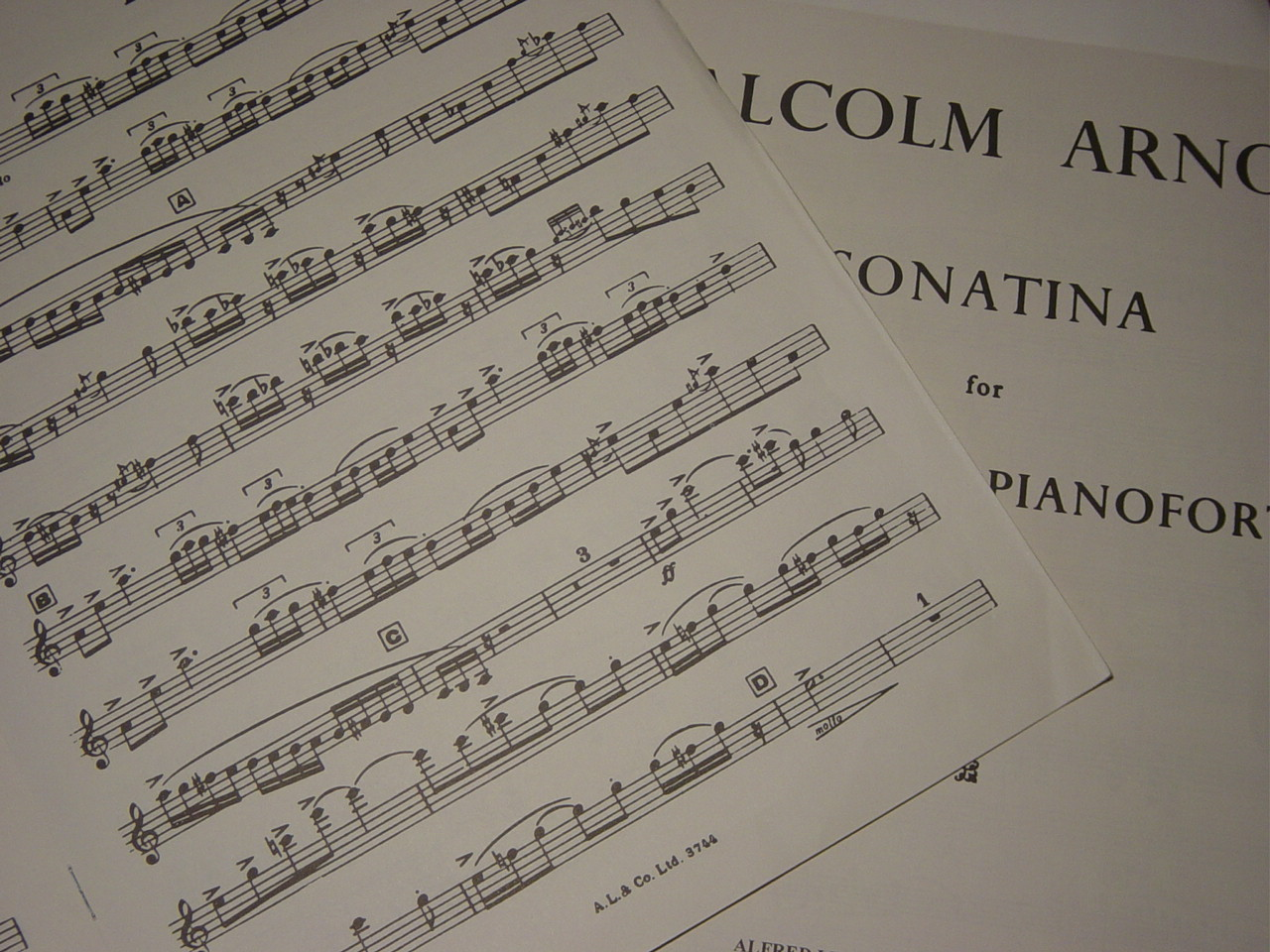
Sonatina pour clarinette et piano, op. 29 de Malcolm Arnold.

- 1943 : Three Shanties pour quintette à vent, op. 4
- 1951 : Sonatina pour clarinette et piano, op. 29
- 1955 : Serenade pour guitare et cordes, op. 50
- 1961 : Brass Quintet n°1, op. 73
- Brass Quintet n°2, op. 132

### Œuvres pour orchestre
- 1945 : Divertimento pour orchestre, op. 1
- 1946 : Symphonie pour cordes, op. 13
- 1949 : Symphonie no 1, op. 22
- 1951 : Études symphoniques « Machines », op. 30
- 1951 : Ouverture « Sussex », op. 31
- 1952 : Concerto pour hautbois et cordes op. 39
- 1953 : Symphonie no 2, op. 40
- 1954 : Concerto pour Harmonica et orchestre, op 46
- 1957 : Quatre danses écossaises, op. 59
- 1957 : Symphonie des jouets, op. 62
- 1957 : Symphonie no 3, op. 63
- 1959 : Concerto pour guitare (I. Allegro, II. Lento - Vivace - Lento, III. Con brio) écrit pour Julian Bream
- 1960 : Symphonie no 4, op. 71
- 1961 : Symphonie no 5, op. 74
- 1966 : Quatre danses des Cornouailles, op. 91
- 1967 : Symphonie no 6, op. 95
- 1968 : Ouverture « Anniversaire », op. 99
- 1969 Divertimento n°2
- 1973 : Symphonie no 7, op. 113
- 1974 : Concerto pour clarinette no 2, op. 115
- 1976 : Concerto philharmonique, op. 120
- 1977 : Variations pour orchestre, op. 122
- 1978 : Symphonie no 8, op. 124
- 1982 : Concerto pour trompette et orchestre, op. 125
- 1986 : Quatre danses irlandaises, op. 126
- 1986 : Symphonie no 9, op. 128
- 1988 : Quatre danses galloises, op. 138
- 1990 : Suite « Manx » (petite suite no 3), op. 142
- 1992 : Suite de concert « le choix d’Hobson »
- Suite symphonique pour orchestre, op. 12

### Œuvres pour orchestre à vent
- 1950 : Danses anglaises, série I, op. 27 (Andantino, Vivace, Mesto, Allegro risoluto)
- 1951 : Danses anglaises, série II, op. 33 (Andantino, Vivace, Mesto, Allegro risoluto)
- 1952 : Rapsodie « Le mur du son », op. 38
- 1953 : Suite « Hommage à la Reine », op. 42
- 1953 : Fanfare pour un 21e anniversaire, op. 44
- 1955 : Fanfare pour un festival
- 1955 : Ouverture « Tam O’Shanter », op. 51a
- 1956 : Grande, grande ouverture, op. 57, pour 3 aspirateurs, 1 machine à cirer, 4 fusils et orchestre
- 1956 : Sarabande et polka du Ballet « Solitaire »
- 1957 : Quatre danses écossaises, op. 59 (Pesante, Vivace, Allegretto, Con Brio)
- 1957 : Marche « Sa majesté le duc de Cambridge », op. 60
- 1960 : Marche étrangère, op. 70
- 1961 : Deux pièces symphoniques, op. 74a
- 1963 : Petite suite pour fanfare de cuivre no 1, op. 80 (Prelude, Siciliano, Rondo)
- 1963 : Prélude, Siciliano et Rondo
- 1964 : « Water Music », op. 82
- 1967 : Petite suite pour fanfare de cuivre no 2, op. 93
- 1967 : Marche du couronnement (Thomas Merritt)
- 1967 : Marche « The Padstow Lifeboat », op. 94
- 1967 : Ouverture « Peterloo », op. 97
- 1972 : Chant de la liberté, pour chœur et orchestre à vent
- 1973 : Fantaisie pour fanfare de cuivre, op. 114a
- 1978 : Symphonie pour cuivres, op. 123
- 1988 : Ouverture « Robert Kett », op. 141
- 1989 : Flourish for a Battle, op. 139
- 1992 : The Inn of the Sixth Happiness (Suite)
- Une fanfare, op. 112
- Allegretto et vivace, op. 40a
- « Attleborough », op. 78a
- Petite suite pour fanfare de cuivre no 3, op. 131
- Ouverture « The Fair Field », op. 110

### Musiques de films
- 1946 : Aimer, rire, pleurer (This Modern Age)
- 1947 : Avalanche Patrol
- 1948 : Report on Steel
- 1948 : Mining Review
- 1948 : Charting the Seas
- 1949 : The Frasers of Cabot Cove
- 1949 : The Gates of Power
- 1949 : Drums for a Holiday
- 1949 : This Farming Business
- 1949 : The Fair County of Ayr
- 1949 : Badger's Green
- 1949 : Britannia Mews
- 1950 : Science in the Orchestra
- 1950 : Fifty Acres
- 1950 : Up for the Cup
- 1950 : The Riddle of Japan
- 1950 : Your Witness
- 1951 : Power for All
- 1951 : The Changing Face of Europe
- 1951 : Le Voyage fantastique (No Highway)
- 1951 : Home to Danger
- 1952 : Channel Islands
- 1952 : The Island (court métrage documentaire)
- 1952 : It Started in Paradise
- 1952 : Home at Seven
- 1952 : Wings of Danger
- 1952 : Le Visage volé (Stolen Face)
- 1952 : Le Mur du son (The Sound Barrier) de David Lean
- 1952 : L'assassin a de l'humour (The Ringer) de Guy Hamilton
- 1952 : The Holly and the Ivy
- 1953 : Man of Africa
- 1953 : Copenhagen, City of Towers
- 1953 : Powered Flight: The Story of the Century
- 1953 : Curtain Up
- 1953 : Four Sided Triangle
- 1953 : Capitaine Paradis (The Captain’s Paradise)
- 1953 : Albert Royal Navy (Albert R.N.)
- 1954 : Devil on Horseback
- 1954 : Le Prisonnier du harem (You Know What Sailors Are)
- 1954 : Royal New Zealand Journey
- 1954 : Chaussure à son pied (Hobson’s Choice) de David Lean
- 1954 : La bête s'éveille (The Sleeping Tiger)
- 1954 : Meurtre sur la Riviera (Beautiful Stranger)
- 1954 : Welcome the Queen!
- 1954 : Les Belles de Saint-Trinian (The Belles of St. Trinian’s) de Frank Launder
- 1954 : The Sea Shall Not Have Them
- 1955 : La Femme pour Joe (The Woman for Joe)
- 1955 : The Night My Number Came Up
- 1955 : Hold-up en plein ciel (A Prize of Gold) de Mark Robson
- 1955 : Un mari presque fidèle (The Constant Husband)
- 1955 : Une fille comme ça (I Am a Camera)
- 1955 : Fièvre blonde (Value for Money)
- 1955 : L'Autre Homme (The Deep Blue Sea)
- 1956 : Commando en Corée (A Hill in Korea)
- 1956 : 1984
- 1956 : Wicked as They Come
- 1956 : Trapèze de Carol Reed
- 1956 : Port Afrique
- 1956 : Tiger in the Smoke
- 1957 : Une île au soleil (Island in the Sun)
- 1957 : Le Pont de la rivière Kwai (The Bridge on the River Kwai) de David Lean
- 1957 : Fric-Fracs à gogo (Blue Murder at St Trinian’s) de Frank Launder
- 1958 : Coupe des Alpes : The Story of the 1958 Alpine Rally
- 1958 : Dunkirk
- 1958 : La Clef (The Key)
- 1958 : Les Racines du ciel (The Roots of Heaven)
- 1958 : L'Auberge du sixième bonheur (The Inn of the Sixth Happiness)
- 1959 : The Boy and the Bridge
- 1959 : Salomon et la Reine de Saba (Solomon and Sheba)
- 1959 : Soudain l’été dernier (Suddenly, Last Summer)
- 1960 : Le Silence de la colère (The Angry Silence)
- 1960 : Les Fanfares de la gloire (Tunes of Glory)
- 1960 : The Pure Hell of St. Trinian's de Frank Launder
- 1961 : Deux des commandos (On the Fiddle)
- 1961 : Pas d'amour pour Johnny (No Love for Johnnie)
- 1961 : Le vent garde son secret (Whistle Down the Wind)
- 1962 : L'Inspecteur (Lisa)
- 1962 : Le Lion (The Lion)
- 1963 : À neuf heures de Rama (Nine Hours to Rama)
- 1963 : Tamahine
- 1964 : Mystère sur la falaise (The Chalk Garden)
- 1964 : L'attaque dura sept jours
- 1965 : Les Héros de Télémark (The Heroes of Telemark)
- 1966 : Sky West and Crooked
- 1966 : The Great St. Trinian’s Train Robbery de Frank Launder
- 1967 : North Sea Strike
- 1967 : Africa: Texas Style
- 1969 : David Copperfield (en) (téléfilm)
- 1970 : The Reckoning
- 1998 : Band